# ويليام وول (شاعر)
ويليام وول (بالإنجليزية: William Wall)‏ هو شاعر أيرلندي، ولد في 6 يوليو 1955 في كورك في جمهورية أيرلندا.